# Daimler Truck North America
Daimler Truck North America, voorheen Freightliner LLC, is een vrachtwagenbouwer uit de Verenigde Staten. Het bedrijf is vooral bekend van zijn zware dieseltrekkers. Daarnaast worden ook middelgrote vrachtwagens en specifieke commerciële voertuigen geproduceerd. Freightliner is de grootste producent van zware vrachtwagens in Noord-Amerika en behoort tot het Duitse Daimler Truck. Het hoofdkantoor is gevestigd in Portland, Oregon (VS). Freightliner stelt 19.000 mensen te werk en bouwde in 2004 152.400 voertuigen. In de NAFTA-regio heeft het een marktaandeel van ongeveer 30%.

## Geschiedenis
Eind jaren dertig zocht Leland James, de directeur van transportbedrijf Consolidated Freightways, een lichte, duurzame vrachtwagen die meer vracht aankon dan toen gangbaar was. Hij opperde het idee om aluminium onderdelen in vrachtwagens te gebruiken, maar dat werd door de vrachtwagenbouwers sceptisch onthaald. James besloot een groep ingenieurs in te huren en de voertuigen zelf te bouwen. Zijn vrachtwagens met de cabine boven de motor werden al snel populair bij Consolidated Freightways-chauffeurs en in 1940 werd in Salt Lake City de Freightways Manufacturing Company opgericht. In 1942 veranderde het bedrijf zijn naam in Freightliner Corporation. 
Tijdens de Tweede Wereldoorlog schakelde de productie over naar vliegtuig- en scheepsonderdelen. In 1947 werd de vrachtwagenproductie hervat in een nieuwe fabriek in Portland. Met de economische opleving werden de Freightliners steeds bekender en de productie groeide van 116 stuks in 1950 tot 931 in 1960 en 6206 in 1970. Dealers van White gingen ook Freightliners verkopen. In 1977 besloten de bedrijven uit elkaar te gaan waarbij White in 1981 terecht kwam bij Volvo.
In 1981 kocht Daimler-Benz Freightliner. In het daaropvolgende decennium verdubbelde de verkoop en dankzij toegang tot technologie van Daimler-Benz groeide Freightliner uit tot Noord-Amerika's grootste vrachtwagenbouwer. In de jaren negentig bleef het bedrijf verder groeien met verschillende overnames, waaronder de zware vrachtwagendivisie van Ford Motor Company. In 1997 lanceerde het bedrijf het merk Sterling Trucks opnieuw. In 1998 ging Freightliner mee op in het nieuwe DaimlerChrysler. De vrachtwagenbouwer nam een busbouwer over en in 2000 ook concurrent Western Star Trucks. Western Star telde 3100 medewerkers en maakte 2117 vrachtwagens in 1999. De overnamesom was US$ 670 miljoen.
In 2008 gaf Daimler een nieuwe naam aan het merk.

## Divisies
- Freightliner
- Sterling Trucks
- Western Star Trucks
- Thomas Built Buses (schoolbussen)
- Freightliner Custom Chassis Corporation

American LaFrance, bouwer van brandweerwagens, werd verkocht in december 2005.

## Modellen

### Zware vrachtwagens
- Cascadia
- Coronado
- Century Class S/T
- Columbia
- Classic/Classic XL
- FLD SD
- Business Class M2 100/106/M2 112/M2 106V/112V
- Argosy (model met cabine boven motor)
- Cargo

### Middelzware vrachtwagen
- M2

### Invoer
- Mercedes-Benz Sprinter
- Mercedes-Benz Unimog